# 타이베 유세인
타이베 무스타파 유세인(불가리아어: Тайбе Мустафа Юсеин, 1991년 5월 4일~)는 불가리아의 레슬링 선수이다. 2020년 하계 올림픽에서 여자 미들급 동메달을 획득했으며 세계 레슬링 선수권 대회에서 금메달 1개, 은메달 3개, 동메달 2개를 획득했다.

## 경력
라즈그라드주 쿠브라트 인근의 마을인 머드레보의 튀르키예계 가정에서 태어났다. 어린 시절에는 배드민턴을 했으나 루세에 위치한 아타나스 우주노프 체육 학교에 입학한 후 레슬링으로 전향했다.
2006년 불가리아 유소년 레슬링 국가대표로 발탁되었다.